# 33 (футбольний клуб)
ФК «33» (33 Football Club) — угорський футбольний клуб, заснований у 1900 році, розформований у 1958 році і відновлений у 2011 році. Був відомий як Harihárom.

## Історія
У 1900 році 33 любителі спорту з Обуди сформували команду під назвою «33» Football Club. Власного поля в команди не було.
Від сезону 1926/27 у введений професійний чемпіонат вступила під назвою Budai 33 FC. Невдовзі спалахнула суперечка між любительським спортивним товариством і керівництвом професійної команди за використання імені. Завдяки судовому рішенню професійна команда не могла далі називатися Budai 33 FC, з 1929 року вони продовжили виступати як Budai 11, вже незалежно від любительської команди «33» FC, також запущеної клубом. Вилетівши у 1938 році, клуб ніколи більше не повертався у перший ешелон, а після війни зовсім втратив значення і згодом був розпущений.
З 1924 року членом правління, а з 1931 року віце-президентом клубу був скрипаль Бела Вюрцлер, один із керуючих заводом «Ганц».
Загалом до лав збірної залучали 20 гравців команди.
Команда Budai 11 довго функціонувала як резервна команда «Ференцвароша».
У вищому ешелоні виступали протягом 28 сезонів:
- 1902—1906/07 — 5 сезонів;
- 1910/11-1920/21 — 9 сезонів;
- 1923/24 — 1 сезон;
- 1925/26-1937/38 — 13 сезонів.

Найкраще досягнення команди — 3 місце у найпершому сезоні-1902.
Зміни назви:
- 1900—1926: 33 FC
- 1926—1929: Budai 33 (назва команди професійного періоду)
- 1929—1949: Budai 11
- 1949—1957: Ganzvillany (кольори команди змінено на червоно-сині)
- 1957—1958: Dohánygyár

## Відомі гравці

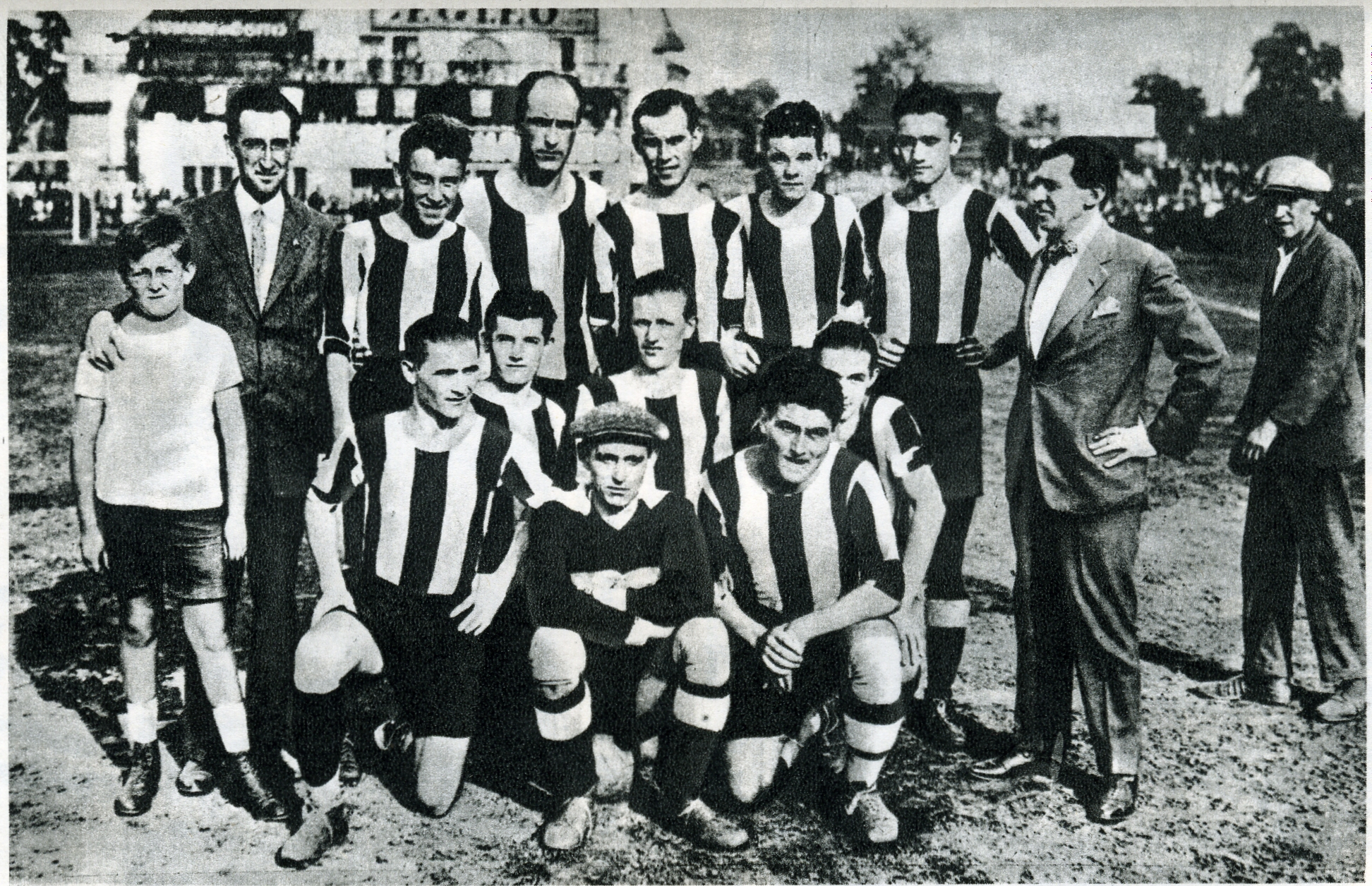
Осінь 1929: Будаї 33 — Баштя (Сегед) 7:0
Позаду (зліва направо): Лайош Фараго (тренер), Янош Шмідт, Дьордь Орт, Йожеф Ембер, Анталь Ліка, Бела Ковачі
Посередині: Цумпфт,, Міклош Штайнер
Попереду: Олах, Лантош, Єне Льові

* напівжирним позначені гравці, які викликались до національної збірної
| - Джон Воткінс - Янош Бірі - Карой Бошнякович - Йожеф Ембер - Єне Фекете - Йожеф Дьорі - Хенрік Хайош - Реже Хіммер - Дьордь Хорі - Янош Хунглер - Пал Карпаті - Бела Керлінг - Дюла Кішш | - Нандор Кох - Лайош Ковач - Бела Ковачі - Єне Лігеті - Лайош Луц - Анталь Ліка - Бела Магда - Фрідєш Мандль - Ференц Мюллер - Дьордь Орт - Іштван Піпа - Дьюла Полгар - Бела Поша | - Еде Рьокк - Міклош Шарош - Імре Шлоссер - Янош Шмідт - Берталан Штайнер - Геза Секань - Йожеф Станчик - Паль Тіткош - Йожеф Ванічек - Дюла Злох - Карой Жак |